# バーバリアン・デイブ
バーバリアン・デイブ(Dave the Barbarian)とは、アメリカでは2004年1月23日から2005年1月22日までウォルト・ディズニー・カンパニーにより制作されたアニメである。日本では、2004年10月4日からディズニーチャンネルで放送された。後にトゥーン・ディズニーで放送された後、2010年6月5日からディズニーXDにて放送された。

## 概要
中世の王国・ウードロゴートの王子・デイブの冒険を描いたコメディアニメ。

## 登場人物

### デイブとその周辺の人物
デイブ
声 - ダニー・クックセイ/岸尾大輔
主人公。気は優しくて力持ちのウードロゴートの王子。3姉弟の中で大柄で筋骨隆々だが、痛みに敏感で怖がりでもある。姉や妹と違い、闘いよりは家事を好み、春のお掃除が大好きでメイド服を着ることもある女々しい性格。
ファング
声 - トレス・マクニール/中山依里子
デイブの妹で3姉弟の末っ子。まだ幼いが女々しい兄とは違い、バーバリアンになりたがっている男勝りでかなり凶暴な性格で物を壊すのが好き。猿と言われると「猿じゃない！」と言い返す。
キャンディ
声 - エリカ・ラトレル / 村井かずさ
デイブとファングの姉。両親が城を空けていることが多く、いわゆる"ヴァレリー・ガール"(en:valley girl)と呼べる性格で、王国を統治するよりは買い物を好むなどとても王位に就けるような人物ではない。
オズウィッジ
声 -  ケビン・マイケル・リチャードソン/ 西村知道
3姉弟のおじである魔法使い。魔法使いではあるが魔法学校には通っておらず、コックだった（そのためか魔法の杖が電池入り）。
ThroktarとGlimia
声 -  ケビン・マイケル・リチャードソン(Throktar)、エリカ・ラトレル
彼ら3姉弟の両親であり、ウードロゴート国王夫妻。悪との戦いで城を空けていることが多い。
ファフィ
声 - フランク・ウェルカー
ブタのような姿をしたドラゴンで、デイブたちのペット。良くゲップをする。
ルーラ
声 - エステル・ハリス/込山順子
デイブの武器である魔法の剣。剣先から稲妻を出すことが可能である。
20,000年を生きてきた剣で、かつては Argon the Agelessのものだったが、雪だるまの鼻として使われたまま、その場に何年もの間置き去りにされてきた。
原語版ではブルックリン訛りでしゃべる。

### 敵およびその周辺の人物
ダスティ
声 - ダン・カステラネタ
チャックルズ
声 - ポール・ラグ / 長島雄一
ウードロゴートを支配しようと企む邪悪なブタ。Mystic Amulet of Hogswineboarを所持しており、そのアイテムの力で変身したり念動力を用いたりすることができる。
Malsquando
声 - ロブ・ポールセン
邪悪な魔法使い。
ナックルズ
チャックルズのおい。
ネッド・フリッシュマン
声 - リチャード・ホーヴィッツ
未来からやってきた男。もともとは1994年にパンツ工場で働くオタクだったが、不思議なジッパーで時空を越えられるようになり、ハイテク装備で過去の世界を支配しようと企んでいる。
プリンセス Irmoplotz とクイーン Zonthara
声 - メリッサ・リヴァーズ  (プリンセス Irmoplotz), ジョーン・リヴァーズ（クイーン Zonthara ）
Hyrogothの女王であるクイーン Zonthara と、その娘で悪い魔法使いのIrmoplotzのコンビ。デイブを陥れようとしている。Irmoplotzの父は悪い人物ではなく、むしろ善人である。
Irmoplotzはデイブ同様多くのものに対してアレルギーを持つ。

### その他
ナレーター
声 - ジェフ・ベネット/大川透
ストーリーテラー
声 - ジェフ・ベネット

## サブタイトル
※20話を除き、2話分放送。
| 話数 | Aパート                        | Bパート                                          | 日本放送日     |
| ---- | ------------------------------ | ------------------------------------------------ | -------------- |
| 1    | こわがりデイブの戦い方         | キャンディにニキビ                               | 2004年10月4日  |
| 2    | 魔法使いのワザ                 | 春の大掃除                                       | 2004年10月5日  |
| 3    | かわいいペットにご用心         | 恋するルーラ                                     | 2004年10月6日  |
| 4    | レディに変身                   | デイブ対メカ・デイブ                             | 2004年10月7日  |
| 5    | デイブ国王のお触れ             | 英雄パーティ                                     | 2004年10月8日  |
| 6    | ドラゴンの洞窟                 | 魔神クォズミール現る！                           | 2004年10月11日 |
| 7    | 何でも食べる虫                 | ルーラの姉が来た！                               | 2004年10月12日 |
| 8    | ルーラを引っこ抜け！           | 精神分析は生きがい                               | 2004年10月13日 |
| 9    | 筋肉モリモリで勝負？           | 立派なバーバリアンになる儀式                     | 2004年10月14日 |
| 10   | バーバリアン・ロックンロール！ | キャンディのショッピング                         | 2004年10月15日 |
| 11   | 邪悪な恋人                     | 未来から来た男                                   | 2004年10月18日 |
| 12   | プリンセスは大変！             | モングレル軍団で鍛えよう？                       | 2004年10月19日 |
| 13   | ゴーストがいればクール？       | 満月の夜のコワーい変身！(ハロウィーンエピソード) | 2004年10月20日 |
| 14   | モンスターがやってくる!?       | 見えない敵を倒せ                                 | 2004年10月21日 |
| 15   | 邪悪になったファング!          | パワフルな花                                     | 2004年10月22日 |
| 16   | ぬいぐるみパニック！           | 未来から来たジョーク                             | 2004年10月25日 |
| 17   | サルじゃない！                 | バラ色のメガネ                                   | 2004年10月26日 |
| 18   | ファフィの得意ワザ             | 恐ろしいレシピ                                   | 2004年10月27日 |
| 19   | デイブが勇敢になった？         | 巨人族のペット                                   | 2004年10月28日 |
| 20   | チャックルズの恐ろしい陰謀     | チャックルズの恐ろしい陰謀                       | 2004年10月29日 |
| 21   | 帰ってきた父親？               | 復讐の対抗試合                                   | 不明           |

## 主題歌
オープニング「バーバリアン・デイブの歌」
歌 - デーモン閣下
エンディング 「バーリアン・デイブの歌(インストゥメンタル)」

## スタッフ
監督 - テリー・フランコーナ
音楽 -
制作 - ウォルト・ディズニー・テレビジョン・アニメーション

### 日本語版制作スタッフ
翻訳
演出
録音制作 グロービジョン
日本語版制作 - Disney Character Voices international, Inc.
配給 - ブエナ・ビスタ・インターナショナル

## 受賞歴
- アニー賞

2005年 -テレビ部門ストーリーボーディング賞 - ウェンディ・グリーブ："The Maddening Sprite of the Stump" (受賞)
2005年 - 'テレビ部門脚本賞- Evan Gore & Heather Lombard ： "Ned Frischman: Man of Tomorrow" (ノミネート)